# Rosalia (Waszyngton)
Rosalia – miasto w Stanach Zjednoczonych, w stanie Waszyngton, w hrabstwie Whitman.